# 克勞福德鎮區 (堪薩斯州切羅基縣)
克勞福德鎮區（英語：Crawford Township）為美國堪薩斯州切羅基縣的鎮區。2010年美国人口普查中該鎮區人口有636人。

## 地理
克勞福德鎮區涵蓋面積94.36平方（36.43平方英里），境內無城市設立。

### 墓園
根據美國地質調查局的資料，此鎮區擁有5座墓園：
- 伯利恆墓園（Bethlehem Cemetery）
- 新普萊森特維尤墓園（Columbus Cemetery）
- County Home墓園
- 帕克墓園（Park Cemetery）
- 廷伯希爾奧克希爾墓園（Timberhill Oak Hill Cemetery）

## 人口統計
根據2010年美國人口普查，克勞福德鎮區人口有636人，住房258戶，人口密度為6.74人/每平方公里。此鎮區居民之種族有92.77%為白人；0.63%為非裔美洲人；2.83%為美洲原住民；0.79%為亞洲人；0%為太平洋島民；0%為其他種族；另外有2.99%為混血種族。而西班牙裔或拉丁裔美洲人佔此鎮區人口的0%。

## 外部連結
- City-Data.com（页面存档备份，存于）